# Ocyptamus norina
Ocyptamus norina är en tvåvingeart som först beskrevs av Charles Howard Curran 1941.  Ocyptamus norina ingår i släktet Ocyptamus och familjen blomflugor. Inga underarter finns listade i Catalogue of Life.